# اچ‌ام‌اس ابرفورد (پی۳۱۰۲)
اچ‌ام‌اس ابرفورد (پی۳۱۰۲) (به انگلیسی: HMS Aberford (P3102)) یک کشتی بود که طول آن ۱۱۷ فوت ۳ اینچ (۳۵٫۷۴ متر) بود. این کشتی در سال ۱۹۵۲ ساخته شد.